# Município de Jackson (condado de Crawford, Ohio)
O município de Jackson (em inglês: Jackson Township) é um município localizado no condado de Crawford no estado estadounidense de Ohio. No ano de 2010 tinha uma população de 381 habitantes e uma densidade populacional de 19,41 pessoas por km².

## Geografia
O município de Jackson encontra-se localizado nas coordenadas 40° 49′ 17″ N, 82° 44′ 06″ O. Segundo a Departamento do Censo dos Estados Unidos, o município tem uma superfície total de 19.63 km², da qual 19,63 km² correspondem a terra firme e (0 %) 0 km² é água.

## Demografia
Segundo o censo de 2010, tinha 381 pessoas residindo no município de Jackson. A densidade populacional era de 19,41 hab./km². Dos 381 habitantes, o município de Jackson estava composto pelo 92,91 % brancos, o 5,77 % eram afroamericanos, o 0,26 % eram amerindios e o 1,05 % eram de uma mistura de raças. Do total da população o 0 % eram hispanos ou latinos de qualquer raça.